# 1865
- Wikisource

| Calendário gregoriano                                                        | 1865 MDCCCLXV                       |
| Ab urbe condita                                                              | 2618                                |
| Calendário arménio                                                           | 1314 – 1315                         |
| Calendário bahá'í                                                            | 21 – 22                             |
| Calendário budista                                                           | 2409                                |
| Calendário chinês                                                            | 4561 – 4562 Início a 27 de janeiro  |
| Calendário copta                                                             | 1581 – 1582                         |
| Calendário etíope                                                            | 1857 – 1858                         |
| Calendários hindus - Vikram Samvat - Calendário nacional indiano - Cáli Iuga | 1920 – 1921 1786 – 1787 4965 – 4966 |
| Calendário Holoceno                                                          | 11865                               |
| Calendário islâmico                                                          | 1282 – 1283                         |
| Calendário judaico                                                           | 5625 – 5626                         |
| Calendário persa                                                             | 1243 – 1244 Início a 21 de março    |
| Calendário rúnico                                                            | 2115                                |
| Calendário solar tailandês                                                   | 2408                                |

1865 (MDCCCLXV, na numeração romana) foi um ano comum do século XIX do actual Calendário Gregoriano, da Era de Cristo, e a sua letra dominical foi A (52 semanas), teve início a um domingo e terminou também a um domingo.
| Ano completo                    |
| ------------------------------- |
| Ano comum com início ao domingo |

## Eventos
- Gregor Mendel formula a sua teoria da hereditariedade, com o artigo Experimentos na hibridização de plantas.
- Construída a estação da Ponte d'Uchoa, no Recife.
- Gregor Mendel publica Experiments on Plant Hybridization.
- É fundada nas Doze Ribeiras, ilha Terceira, para fazer frente às frequentes crises causadas pela perda das colheitas como aconteceu em 1857 devido a um furacão, a Sociedade de Beneficência Mútua.

### Janeiro
- 2 de janeiro - Guerra do Uruguai: o Cerco de Paysandú termina quando brasileiros e uruguaios colorados capturam Paysandú, Uruguai.
- 7 de janeiro - Cria-se os Voluntários da Pátria, unidades militares pelo Império do Brasil, para lutarem na Guerra do Paraguai.

### Fevereiro
- 1 de fevereiro - Presidente Abraham Lincoln assina a Décima Terceira Emenda à Constituição dos Estados Unidos.
- 20 de fevereiro - Fim da Guerra do Uruguai, com um acordo de paz entre o presidente Tomás Villalba e o líder rebelde Venancio Flores, preparando o cenário para a Guerra do Paraguai.

### Março
- 4 de março - Abraham Lincoln toma posse de seu segundo mandato como Presidente dos Estados Unidos.
- 18 de março - Guerra do Paraguai: o Paraguai declara guerra à Argentina.
- 28 de março - Fundação (elevação de vila à cidade) de Jundiai estado de São Paulo.

### Abril
- 9 de abril - O general sulista Robert E. Lee rende-se a Ulysses S. Grant em Appomattox, pondo fim à Guerra Civil Americana.
- 15 de abril - O então Presidente dos Estados Unidos Abraham Lincoln morre depois de ser baleado por John Wilkes Booth, tal ato aconteceu no Teatro Ford ao dia 14 de abril, após sua morte é sucedido por seu Vice-presidente Andrew Johnson que assumiu o cargo no seu lugar.

### Maio
- 1 de maio - Brasil, Argentina, e Uruguai formaram a Tríplice Aliança para combater o Paraguai.
- 3 de maio - Concessão do título de "Muito Leal" e Brasão de armas à cidade da Horta, ilha do Faial, Açores.
- 9 de maio - Fim da Guerra Civil Americana (1861-1865).

### Julho
- 5 de julho - William Booth, pastor metodista e pregador evangélico, funda em Londres o Exército da Salvação.
- 14 de julho - Conquista do Matterhorn ou Cervino.

### Setembro
- 4 de setembro - Início do governo de Joaquim António de Aguiar como Primeiro-Ministro de Portugal.
- 23 de setembro - Depois de algumas negociações, o Império do Brasil reata relações com o Império Britânico dando fim ao episódio da Questão Christie.

### Dezembro
- 13 de dezembro - Guerra do Paraguai: o Paraguai declara guerra ao Brasil.

## Nascimentos
- 28 de janeiro - Kaarlo Juho Ståhlberg, 1° presidente da Finlândia (m. 1952).
- 6 de abril - Alves Roçadas (m. 1926).
- 9 de abril
  - Abade de Baçal, arqueólogo e historiador português (m. 1947).
  - Erich Ludendorff, general alemão (m. 1937).
- 28 de abril - Vital Brazil, médico e cientista brasileiro (m. 1950).
- 30 de abril - Max Nettlau, anarquista e historiador alemão.
- 5 de maio - Marechal Cândido Rondon, militar e sertanista brasileiro.
- 23 de maio - Epitácio Pessoa, presidente brasileiro (m. 1942).
- 2 de junho - Amália Luazes, pedagoga e escritora portuguesa (m. 1938).
- 3 de junho - Rei Jorge V do Reino Unido (m. 1936).
- 19 de junho - Alfred Hugenberg, empresário e político Alemão (m. 1951).
- 23 de julho - Max Heindel (n. Carl Louis von Grasshoff na Dinamarca), Cristão ocultista e místico (m. 1919).
- 31 de julho - Afonso de Bragança, Duque do Porto (m. 1920).
- 1 de novembro - Maria Pascoli, intelectual italiana (m. 1953).
- 2 de novembro - Warren G. Harding, presidente dos Estados Unidos de 1921 a 1923 (m. 1923).
- 16 de dezembro - Santa Paulina, santa ítalo-brasileira (m. 1942).

## Mortes
- 14 de abril - Abraham Lincoln, presidente americano (assassinado). (n. 1809).
- 19 de novembro - Dom José Afonso de Moraes Torres, bispo brasileiro (n. 1805).
- 8 de abril - Luís Teixeira de Sampaio n. 1789, 1.º visconde do Cartaxo.
- 26 de abril - John Wilkes Booth, assassino de Abraham Lincoln (n. 1838)

## Por tema
- 1865 no Brasil
- 1865 na ciência
- 1865 na literatura
- 1865 na música
- 1865 na política